# Regimentul 2 Vânători (1918-1920)
Regimentul 2 Vânători a fost o mare unitate de infanterie, de nivel tactic, din Armata României, care a participat la acțiunile militare postbelice, din perioada 1918-1920, făcând parte, împreună cu Escadronul 4 R., Regimentul 3 Vânători și Brigada 3 Vânători din Divizia 2 Vânători comandată de generalul Dabija Gheroghe. :p. 313

## Compunerea de luptă
În perioada campaniei din 1919, brigada a avut următoarea compunere de luptă::p. 313
- Regimentul 2 Vânători

- Batalionul 1 - comandant: maior Vârtejeanu Eugen

- Companie 1 - comandant: căpitan Petrescu Tocineanu
- Companie 2 - comandant: căpitan Constantinescu Gheorghe
- Companie 3 - comandant: căpitan Geanolu D.

- Batalionul 2 - comandant: maior Ionescu M. Sebastian.

- Compania 5 - comandant: locotenent Iliescu N.
- Compania 6 - comandant: căpitan Roșu Ștefan
- Compania 7 - comandant: căpitan Ghinculeac Nichita

## Participarea la operații

### Campania anului 1919
În cadrul acțiunilor militare postbelice, Regimentul 2 Vânători a participat la acțiunile militare în dispozitivul de luptă al Divizia 2 Vânători, participând la Operația ofensivă la vest de Tisa și luptând până la data de 4 august 1919 când a fost staționată la Vecses(Est Budapesta).:p.103

## Comandanți
- Locotenent Colonel Iacobini Victor